# Liste der deutschen Botschafter in Paraguay
Die Liste der deutschen Botschafter in Paraguay enthält die jeweils ranghöchsten Vertreter des Deutschen Reichs und Deutschlands in Paraguay. Sitz der Botschaft ist                                Asunción.
In Asunción wurde erst am 6. Mai 1922 eine  Gesandtschaft eingerichtet, obwohl diplomatische Beziehungen zum Königreich Preußen schon seit 1858 bestanden hatten. Vor 1922 fungierte der dortige   Berufskonsul als Geschäftsträger „für die Zeit der Nichtanwesenheit des Gesandten“ (was fast immer der Fall war). Der in Asunción  akkreditierte diplomatische Vertreter war bis 1920 der Gesandte in Buenos Aires (in älteren Zeiten der „Gesandte in den La Plata-Staaten“). Paul Goetsch war der erste Gesandte in Montevideo. Geschäftsträger in Asunción war bis zum 14. März 1921 Konsul Wolfgang Frank und dann bis zur Eröffnung der Gesandtschaft Konsul Karl Pistor. Das Konsulat in Asunción war während des Ersten Weltkriegs nicht geschlossen.

## Deutsches Reich
| Name                  | Amtszeit  | Anmerkungen |
| --------------------- | --------- | ----------- |
| Paul Goetsch          | 1920–1922 | Gesandter   |
| Rudolf von Bülow      | 1922–1933 | Gesandter   |
| Fritz Max Weiss       | 1933–1934 | Gesandter   |
| Erhard Graf von Wedel | 1934–1937 | Gesandter   |
| Hans Büsing           | 1937–1942 | Gesandter   |

## Bundesrepublik Deutschland
| Name                              | Amtszeit  |
| --------------------------------- | --------- |
| Julius Borgs-Maciejewski          | 1952–1959 |
| Eckard Briest                     | 1960–1965 |
| Hubert Krier                      | 1965–1970 |
| Hanns-Christoph Becker von Sothen | 1970–1974 |
| Hellmut Hoff                      | 1975–1978 |
| Joseph Engels                     | 1978–1982 |
| Walter L. Groener                 | 1982–1984 |
| Konrad Gracher                    | 1984–1986 |
| Richard Louis                     | 1986–1989 |
| Heinz Schneppen                   | 1989–1993 |
| Joachim Kausch                    | 1993–1997 |
| Josef Rusnak                      | 1997–2001 |
| Peter Kiewitt                     | 2001–2004 |
| Horst-Wolfram Kerll               | 2004–2007 |
| Dietmar Blaas                     | 2007–2010 |
| Claude Robert Ellner              | 2010–2014 |
| Johannes Trommer                  | 2014–2016 |
| Claudius Fischbach                | 2016–2020 |
| Holger Scherf                     | 2020–2024 |
| Gordon Kricke                     | 2024–     |